# محمد خميس (ممثل)
محمد خميس (1 ابريل 1976-)، ممثل ومخرج مصري من مواليد قرية الصوامعة شرق وهي إحدى القرى التابعة لمركز أخميم بمحافظة سوهاج
داعم للسياحه المصريه والاثار
صاحب مبادرة مصر جميله
للتعريف علي حضارة مصر

## حياته
شارك بعض الفرق المسرحية كفرقة الفنون المسرحية وفرقة مركز الإسكندرية للإبداع وفرقة الإسكندرية المستقلة للفنون المسرحية، ظهر في عدد من الأفلام السينمائية بأدوار قصيرة، منها: (عسل أسود، فاصل ونعود، ميكروفون).

## أعماله الفنية

### المسلسلات
- 2025: الف ليلة وليلة جودر (سحاب)
- 2024: الف ليلة وليلة جودر ( سحاب)
- 2024: ب 100 راجل
- 2023 : جعفر العمدة ( عبدالمنصف )
- 2023: الاجهر (حسن حلبوش )
- 2023 : رشيد (الريس جينجا )
- 2022: توبة.( ابو نادرة )
- 2022: مشوار الونش.
- 2021: الحرامي 2.
- 2021: ملحمة موسى (ضيف شرف).
- 2020: الاخ الاكبر
- 2020: النهاية ( طومان )
- 2020: سكر زيادة
- 2020: شاهد عيان ( جلال)
- 2020: متحف الدحيح ( بوذا )
- 2019: افراح ابليس ج2 (مناع)
- 2019: أهو ده اللي صار (عبيد البُط)
- 2019: بحر
- 2019: حواديت الشانزليزيه
- 2019: زلزال (المعلم سيد حمقة)
- 2018: اختفاء
- 2018: أمر واقع ( بهاء)
- 2018: ممنوع الاقتراب أو التصوير ( عصام )
- 2017: رمضان كريم ( كابتن طارق )
- 2017: ريّح المدام (عتريس الناجي)
- 2017 : كفر دلهاب.
- 2017: ظل الرئيس
- 2017: ولاد تسعة
- 2016: الخروج (السيد مبروك الديب - شعبان مبروك الديب)
- 2016: جراند أوتيل
- 2016: شهادة ميلاد (عصام متولي الشهاوي)
- 2016: نصيبي و قسمتك ( اشرف طعمية )
- 2015 : ألف ليلة وليلة
- 2015: تحت السيطرة
- 2015: طريقي
- 2015: كيلو بامية
- 2015: لهفة ( عباس )
- 2014: السبع وصايا (فاروق الحاج)
- 2014: الصياد
- 2014: إمبراطورية مين
- 2014: تفاحة آدم ( عبد الله )
- 2014 : سيرة حب
- 2014: عفاريت محرز ( العريس العفريت )
- 2014: مكان في القصر (رينجو)
- 2013: احلي ايام
- 2013: العراف ( الشيخ مصطفي )
- 2013: خيبر ( أمير حرب بني غطفان)
- 2012: رقم مجهول ( الخواجة)
- 2012: سيدنا السيد ( مرعي )
- 2010: الكبيرأوي ج1 (عبادة)

### أفلام
- 2022: خطة مازنجر.
- 2020: أسوار عالية.
- 2018 : سرجي مرجي
- 2017 : هروب اضراري
- 2016: كلب بلدي
- 2014 : المعدية (ابو الفرج)
- 2011: فاصل ونعود
- 2011: ميكروفون
- 2010 : عسل اسود
- 2009: 1000 مبروك
- 2008: لحظات انوثة

### مسرحية
- 2004: علي الطاير
- خالتي صفية والدير
- دستور يا أسيادنا
- بكرة
- ست شخصيات تبحث عن مؤلف
- جنة
- الآن

### اعماله الأدبية
- كتاب مهد كيميت [2]
- كتاب في حضرة كيميت ( ملوك العصر العتيق)
- كتاب في حضرة كيميت ( مباحث العصر العتيق)

#### اعمال تاريخية
- برنامج الحكي الأثري
- فاكتس
- عندما كان التاريخ طفلا
- سلاسل حكي وسلاسل تشخيص

بودكاست
وفيها ايه